# Andrzej Piątkowski
Andrzej Ryszard Piątkowski, född 22 oktober 1934 i Warszawa, död 11 juni 2010 i Warszawa, var en polsk fäktare.
Piątkowski blev olympisk silvermedaljör i sabel vid sommarspelen 1956 i Melbourne.